# Фуркулешти (Телеорман)
Фуркулешти (рум. Furculești) насеље је у Румунији у округу Телеорман у општини Фуркулешти. Oпштина се налази на надморској висини од 38 m.

## Становништво
Према подацима из 2011. године у насељу је живело 1393 становника.